# Кендијски рат
Кендијски рат (1796—1818) био је последња етапа британског освајања Шри Ланке.

## Рат
Краљевина Кенди обухватала је централни, тешко проходни део Шри Ланке, што јој је омогућило да и после Амијенског мира којим је холандска колонија Цејлон припала Британцима, сачува независност. Експедиционе снаге британског гувернера успеле су да 1803. године заузму престоницу Кенди и оставе у њој гарнизон који су домороци на превару разоружали и масакрирали. Освојили су је поново тек 1815. године уз помоћ феудалаца који су се побунили против свог краља тиранина. Кенди је уговором прихватио пројекторат британске круне која је гарантовала постављање локалне самоуправе, обичајног права и верских слобода.
Преварени у својим очекивањима, домороци дижу устанак 1818. године којег Британци гуше у крви. Затим окупирају цело острво и изграђују мрежу комуникација којом су повезали унутрашњост са својим јаким обалским упориштима.